# Herpetofauna
Herpetofauna – ogół wszystkich płazów i gadów występujących na danym obszarze. Czasem określenie stosowane bywa tylko wobec gadów, choć istnieje też podział herpetofauny na batrachofaunę (płazy) i reptiliofaunę (gady).